# FIA Groupe S
Pour les articles homonymes, voir Groupe S.
Le FIA Groupe S était une catégorie de voiture de course qui devait prendre la suite de la catégorie Groupe B en 1987, mais qui n'est finalement restée qu'à l'état de projet.

## Présentation
Au début de la saison 1986 de rallye, la catégorie Groupe B bat son plein et attire toujours plus de spectateurs mais la FISA planifie déjà depuis quelque temps la suite, elle envisage de créer pour 1987 une nouvelle catégorie, baptisée Groupe S, qui devra à terme supplanter le Groupe B. La saison 1987 serait cependant toujours ouverte au groupe B, les voitures de groupe S n'étant appelées à marquer des points au championnat du monde qu'à partir de 1988. La FISA veut encourager les designs innovants et futuristes et elle adapte donc les règles en conséquence, par exemple le nombre minimal de voitures à produire pour une homologation tombe à 10 exemplaires contre 200 en Groupe B. Concernant la puissance des moteurs le règlement fixe une limitation à 300ch. Les grands constructeurs engagés en rallye à l'époque se lancent immédiatement dans le développement de voitures pour la future catégorie. Lancia et Toyota construisent chacun un prototype complet, respectivement la Lancia ECV et la 222D, Audi planifie une voiture nommée Sport Quattro RS 002 et Ford fait de même en planifiant le développement de sa RS200 qui court déjà en Groupe B.
Mais, à mi-saison, à la suite de l'accident mortel d'Henri Toivonen et de Sergio Cresto au Tour de Corse, le Groupe B est banni et il entraîne dans sa chute le Groupe S qui restera donc un projet mort-né au grand désespoir des fans, particulièrement de rallyes, déçus par le manque de spectacle du FIA Groupe A qui prit la suite en Championnat du monde des rallyes en 1987 et qui considéraient le Groupe S comme plus sûr que le Groupe B.
La sous-catégorie du Groupe A, le WRC, créée en 1997 par la FIA est en quelque sorte la renaissance du Groupe S. En effet la limitation de puissance est de 300ch et le nombre minimal de voitures à produire est de 20 mais contrairement au Groupe S les voitures de compétition doivent partager des pièces en commun avec celles de production.

## Règlement
- Homologation : dix exemplaires (1 seule demande par an, réservée aux grands constructeurs)[2]
- longueur maximale : 4,5 m
- largeur maximale : 1,9 m
- masse minimale : 1000 kg
- diamètre maximal des jantes : 16"
- largeur maximale des jantes : 18"
- crash-test obligatoire
- cylindrée maximale : 2400 cm3 (moteur atmosphérique) ou 1200 cm3 (moteur suralimenté), avec bride limitant l'admission d'air

## Véhicules associés

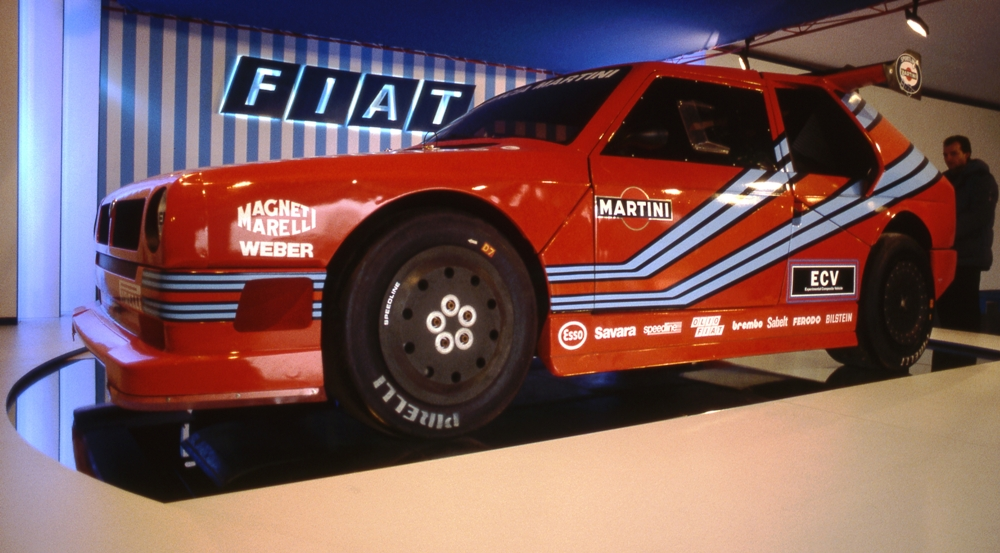
La Lancia ECV Groupe S à sa présentation en décembre 1986
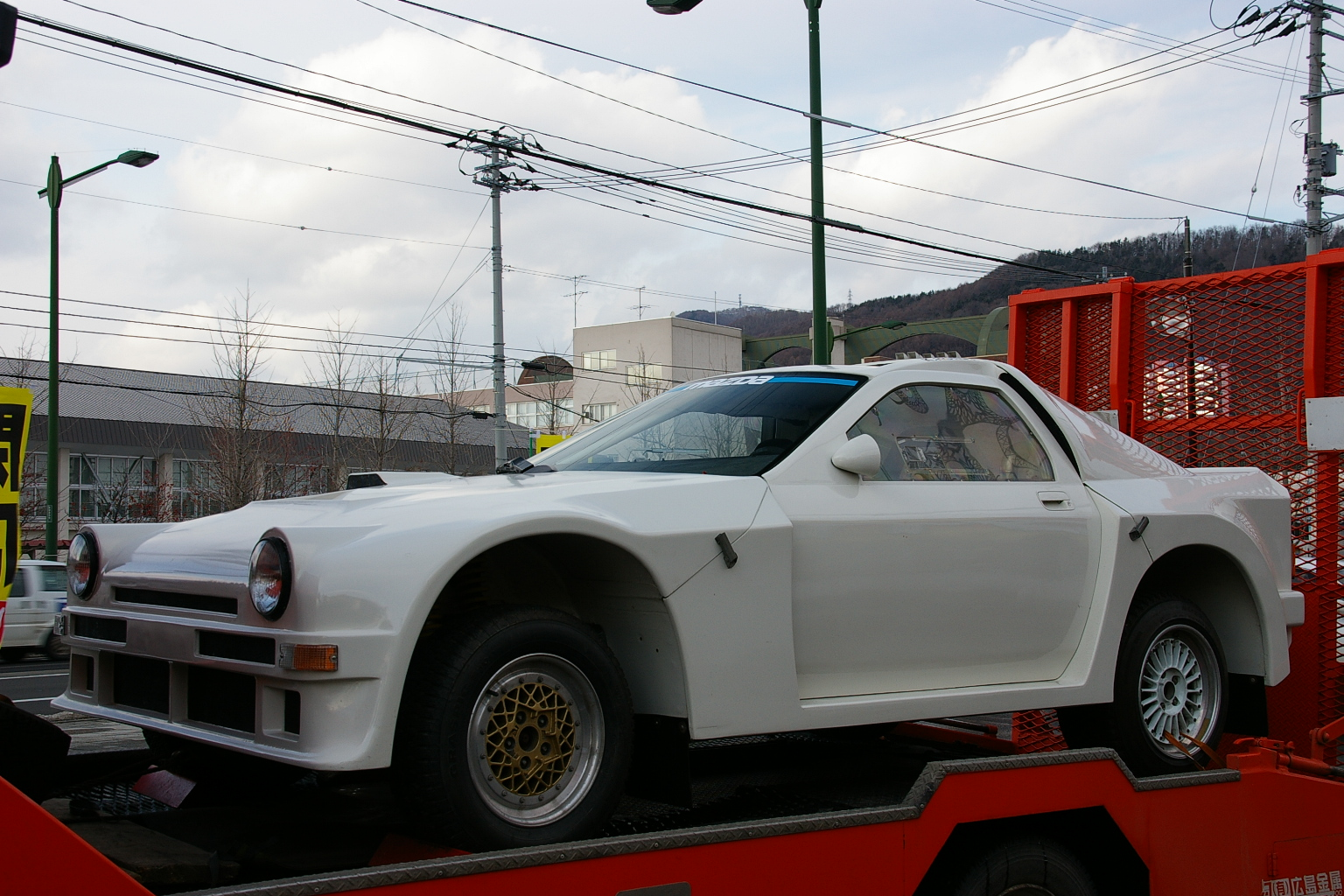
Mazda RX-7 SA22
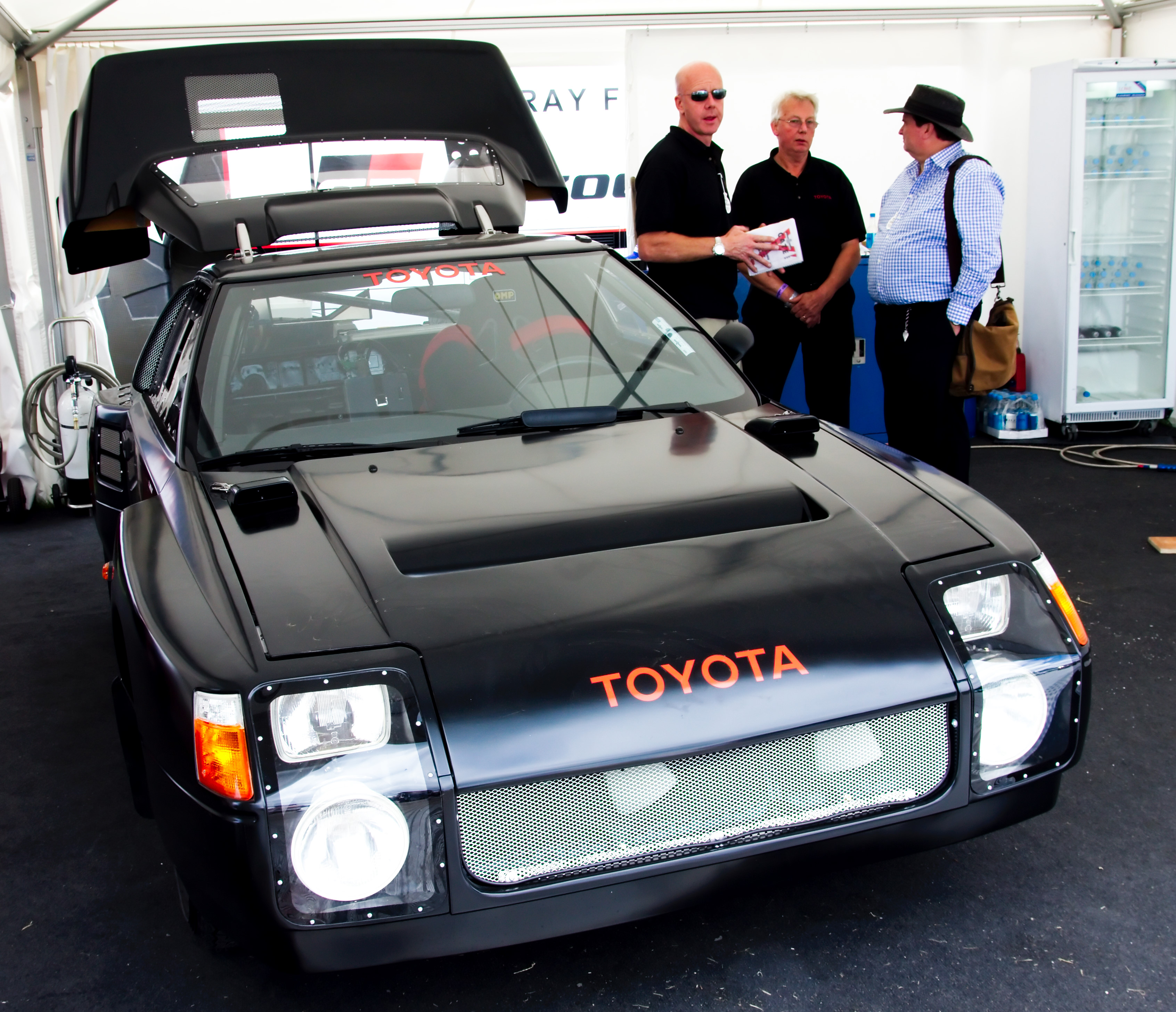
Toyota 222D-8
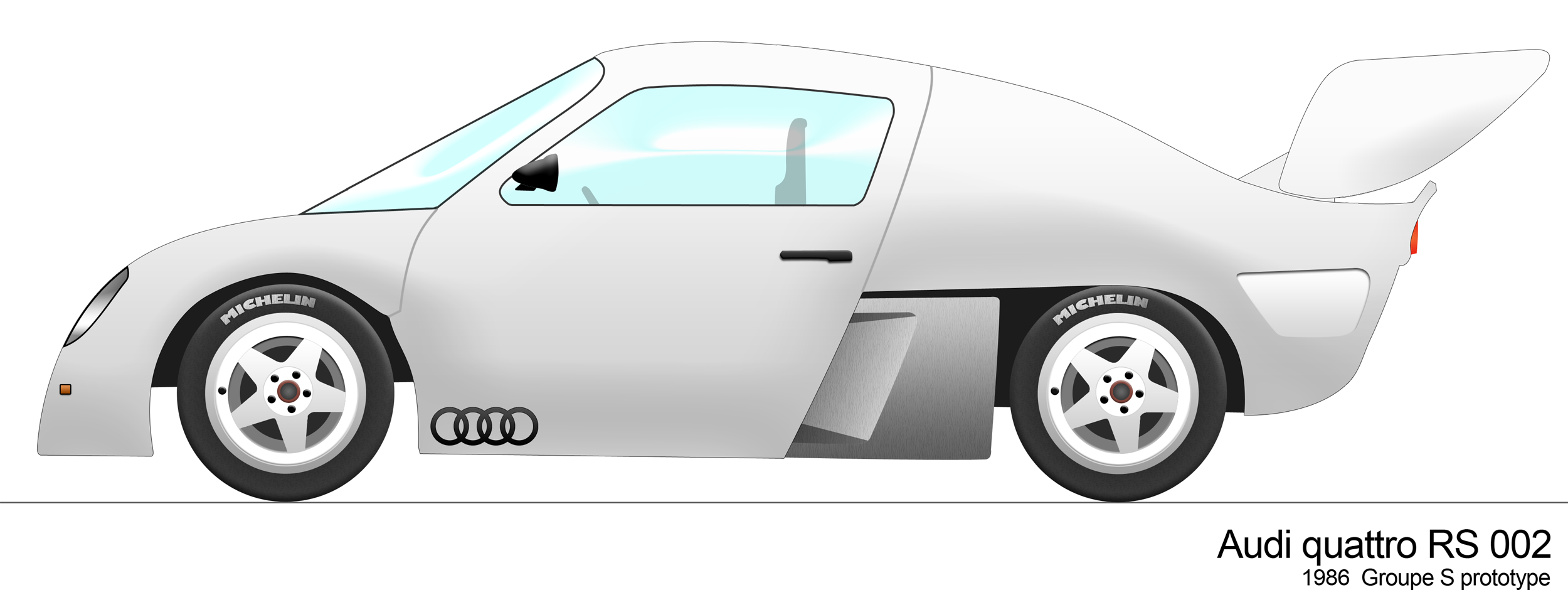
Audi quattro RS 002